# Liste der Biografien/En
Liste der Biografien |
Portal Biografien |
Personensuche
# |
A |
B |
C |
D |
E |
F |
G |
H |
I |
J |
K |
L |
M |
N |
O |
P |
Q |
R |
S |
T |
U |
V |
W |
X |
Y |
Z |
?
 
Ea |
Eb |
Ec |
Ed |
Ee |
Ef |
Eg |
Eh |
Ei |
Ej |
Ek |
El |
Em |
En |
Eo |
Ep |
Eq |
Er |
Es |
Et |
Eu |
Ev |
Ew |
Ex |
Ey |
Ez
 
Ena |
Enb |
Enc |
End |
Ene |
Enf |
Eng |
Enh |
Eni |
Enj |
Enk |
Enl |
Enm |
Enn |
Eno |
Enq |
Enr |
Ens |
Ent |
Enu |
Env |
Enw |
Enx |
Eny |
Enz
Die Liste der Biografien führt alle Personen auf, die in der deutschsprachigen Wikipedia einen Artikel haben. Dieses ist eine Teilliste mit 5 Einträgen von Personen, deren Namen mit den Buchstaben „En“ beginnt.

## En
- En no Gyōja (* 634), legendenumwobener japanischer Asket und Magier
- En-ane-du, Hohepriesterin in Ur (ab 1764 v. Chr. oder 1828 v. Chr.)
- En-hedu-anna, älteste Dichterin der Menschheit, deren Werke schriftlich überliefert sind
- En-Nesyri, Youssef (* 1997), marokkanischer FußballspielerYoussef En-Nesyri (* 1997)

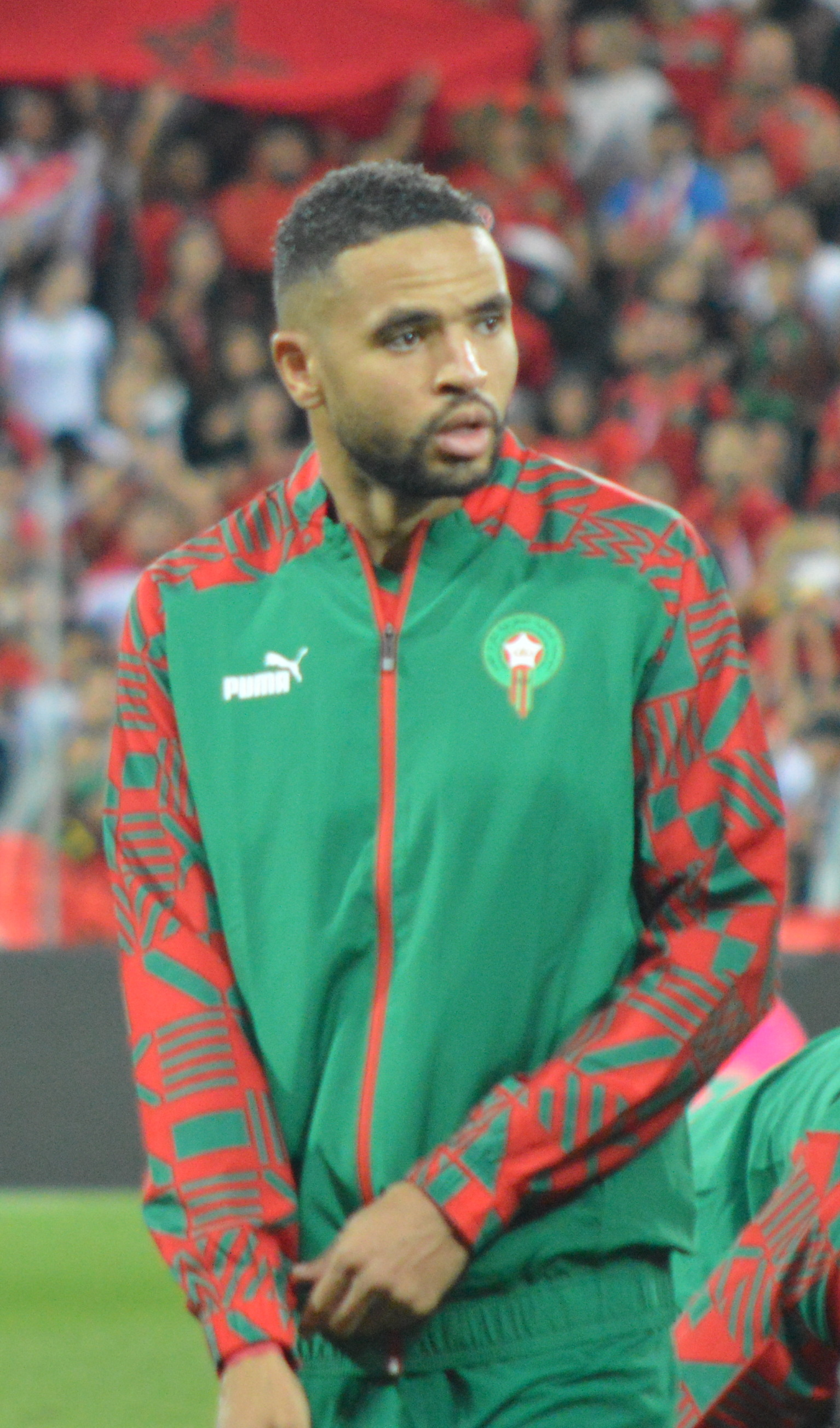
Youssef En-Nesyri (* 1997)

- En-nigaldi-Nanna, Tochter des Nabu-na'id und Hohepriesterin in Ur